# Pathologies en rapport avec une haploinsuffisance du gène SHOX
Les pathologies en rapport avec une haploinsuffisance du gène SHOX vont du syndrome de Leri-Weill, pour le phénotype le plus grave, à une petite taille.
Les trois signes classiques du syndrome de Leri-Weill sont la petite taille, une mésomélie, et la déformation de Madelung.

La mésomélie qui est le signe le plus constant dans cette pathologie est un raccourcissement de la portion moyenne des membres: l'envergure (Distance horizontale minimale mesurée entre le bout du majeur de la main gauche et le bout du majeur de la main droite, lorsque les bras, les mains et les doigts tendus au maximum de chaque côté en ligne droite sont parallèles au sol) des bras diminue entre l'enfance et l'âge adulte.

La déformation de Madelung consiste en une anomalie du radius et du cubitus avec une déformation du poignet en fourchette. Cette déformation n'est souvent évidente que vers 10 ans; elle est plus sévère chez la fille que chez le garçon.

La petite taille devient manifeste au cours de la croissance.

## Sources
- (en) Craig Munns, Ian Glass, SHOX-Related Haploinsufficiency Disorders In GeneTests: Medical Genetics Information Resource (database online). Copyright, University of Washington, Seattle. 1993-2005